# The Quickening Flame
The Quickening Flame è un film muto del 1919 diretto da Travers Vale e interpretato da Montagu Love, June Elvidge e Mabel Ballin.

## Trama
In Inghilterra, l'avvocato americano John Steele sposa Maizie Bell, stella del burlesque ma il matrimonio dura poco e Steele se ne torna da solo negli Stati Uniti. Dopo aver appreso dai giornali della morte di Maizie in seguito a un incidente ferroviario, Steele sposa Hester Blaine, la nipote del suo socio. Ma un giorno Maizie riappare, accompagnata da Harlon, che presenta come il suo patrigno, e da Yoshida, il valletto giapponese, rivendicando il suo status di moglie. Hester, depressa nello scoprire che il marito è bigamo, si ammala gravemente ma Maizie alla fine confessa il complotto. È lei la vera bigama: prima di sposare Steele, era già sposata con Harlon che quindi, in realtà, è suo marito. Harlon, per vendicarsi del tradimento, la uccide ma poi muore pure lui, cadendo dalla scogliera.

## Produzione
Il film fu prodotto dalla World Film.

## Distribuzione
Il copyright del film, richiesto dalla World Film Corp., fu registrato il 22 aprile 1919 con il numero LU13670.
Distribuito dalla World Film, il film uscì nelle sale cinematografiche statunitensi il 21 aprile 1919.